# Dasineura dentatae
Dasineura dentatae är en tvåvingeart som först beskrevs av George Ledyard Stebbins 1910.  Dasineura dentatae ingår i släktet Dasineura och familjen gallmyggor. Inga underarter finns listade i Catalogue of Life.